# Funkcje kierownicze
Funkcje kierownicze (funkcje zarządzania, funkcje administracyjne w ujęciu Henri Fayola) – powiązane ze sobą logiczne grupy czynności, które powinny być wykonywane w sposób ciągły przez każdego kierownika (menedżera).
Współcześnie wyróżnia się najczęściej:
- planowanie,
- organizowanie,
- przywództwo,
- kontrolę

## Koncepcje

### Henri Fayol
Henri Fayol (1841-1925) – założyciel klasycznej szkoły zarządzania – jako pierwszy usystematyzował zachowania kierowników. Uważał, że dobra praktyka kierownicza tworzy pewne wzory, które można zidentyfikować i analizować. Na tej podstawie opracował zarys spójnej doktryny zarządzania, do dziś w znacznej części aktualnej. „Henri Fayol był menedżerem-praktykiem – przez szereg lat kierował firmą górniczą. W wyniku swoich obserwacji, poczynionych w czasie kierowania przedsiębiorstwem sformułował czternaście „zasad”, które – według niego – stanowiły przesłankę sukcesu organizacji.”
Henri Fayol zwrócił uwagę na to, że sprawne funkcjonowanie firmy zależy nie tylko od przestrzegania wskazanych reguł, ale także od realizowania w sposób ciągły, ściśle określonych czynności. Pogrupował je w tzw. Funkcje (czynności przedsiębiorstwa):
1. techniczne (produkcja),
2. handlowe (kupno, sprzedaż, wymiana),
3. finansowe (poszukiwanie kapitałów i obrót nimi),
4. ubezpieczeniowe (ochrona majątku i osób),
5. rachunkowościowe (inwentaryzacja, bilanse, koszty, statystyka),
6. administracyjne.

Najwięcej uwagi H. Fayol poświęcił czynnościom administracyjnym. Pogrupował je w następujące funkcje (subfunkcje w obrębie funkcji administracyjnej):
1. przewidywanie, tj. badanie przyszłości i ustalanie odpowiedniego dla niej programu działania.
2. organizowanie, czyli tworzenie materialnego i społecznego organizmu przedsiębiorstwa,
3. rozkazywanie, rozumiane szeroko jako oddziaływanie na personel,
4. koordynowanie, czyli łączenie, jednoczenie i harmonizowanie wszystkich czynności i wysiłków
5. kontrolowanie, tj. czuwanie nad tym, aby wszystko odbywało się zgodnie z ustalonymi przepisami (wzorcami)i wydawanymi poleceniami[5]

Dziś funkcje te nazywane są najczęściej funkcjami zarządzania lub funkcjami kierowniczymi.
W miarę upływu czasu, uproszczono zestaw funkcji zarządzania Fayola, uznając rozkazywanie za część szerszej funkcji organizowania.

### Chester Barnard
Chester I. Barnard wyjaśnia, że „zasadnicze funkcje kierownicze korespondują z elementami organizacji. Polegają po pierwsze, na wyposażeniu organizacji w system komunikowania się; po drugie, na dbałości o zapewnienie jej podstawowych wysiłków ludzkich; a po trzecie, na formułowaniu i definiowaniu celów. Skoro elementy organizacji są wzajem ze sobą związane i współzależne, podobnie jest i z funkcjami kierowniczymi, tyle, że stanowią one przedmiot znaczącej specjalizacji, a jako funkcje są praktycznie w znaczącym stopniu wydzielone.
1. Utrzymanie komunikacji organizacyjnej – zapotrzebowanie na jakiś sprecyzowany system komunikacji wyznacza organizatorowi jego pierwsze zadanie i jest bezpośrednim źródłem powstania organizacji kierowniczej.
2. Egzekwowanie podstawowych usług ze strony jednostek – wspieranie trybu egzekwowania tych osobistych usług, które stanowią tworzywo organizacji. Zadanie to dzieli się na dwie fazy: (1) wprowadzenie danych osób w związki kooperacyjne z organizacją, (2) po zadzierzgnięciu tych związków – wywołanie tych usług.
3. Formułowanie celu i celów częściowych – (…) cel określa się bliżej, krótko mówiąc, bardziej całokształtem podjętych działań niż jakimkolwiek sformułowaniem werbalnym, ale ów całokształt działań stanowi pewne residuum decyzji co do celu i środowiska, owocujących coraz dalej idącym przybliżeniem konkretnych kroków. Cel jest czymś, co muszą zaakceptować wszyscy wnoszący jakiś wkład w dany system wysiłków”[8].

### Koźmiński i Jemielniak
Inna typologia funkcji menedżerskich zaproponowana przez Andrzeja K. Koźmińskiego i Dariusza Jemielniaka obejmuje następujące elementy:
1. Planowanie – przygotowywanie programów przyszłych działań realizowanych przez organizację (lub jej cześć) powierzoną menedżerowi. Programy takie obejmują: po pierwsze cele (stany, rzeczy), które mają być osiągnięte; po drugie, konkretne zadania wykonywane przez osoby i zespoły wraz z harmonogramem (terminami i kolejnością); po trzecie wreszcie, zestawy środków materialnych niezbędnych do realizacji zadań wraz z harmonogramami ich użycia.
2. Organizowanie – tworzenie struktur umożliwiających realizacje planów oraz innych (rutynowych lub doraźnych) działań nieujętych w planach. Struktury takie określają formalne (znane, opisane w formalnych dokumentach i usankcjonowane przez legalne władze organizacji) zasady podziału zadań, uprawnień (władzy), odpowiedzialności i informacji
3. Zarządzanie informacją i wiedzą – świadome i zorganizowane pozyskiwanie (z zewnątrz i z wewnątrz), magazynowanie, odnajdywanie, przetwarzanie i użytkowanie informacji ważnych dla przetrwania, funkcjonowania i realizacji bieżących zadań organizacji. Informacje muszą być analizowane, interpretowane i uogólnianie. W wyniku takich operacji powstaje wiedza w kluczowych dla organizacji dziedzinach, takich jak rynek, technologia, otoczenie polityczne, prawne, społeczne itp. Wiedza pozwala organizacji prawidłowo funkcjonować w dłuższym czasie i przygotowywać się zawczasu do przyszłych wyzwań.
4. Zarządzanie finansami organizacji – zapewnienie jej finansowych podstaw funkcjonowania i rozwoju. Najważniejszym wymogiem w tym zakresie jest płynność, czyli zdolność do regulowania przyjętych zobowiązań finansowych. Ponadto menedżerowie muszą pamiętać o zarządzaniu ryzykiem finansowym, które ponosi organizacja, oraz o zarządzaniu wartością wszystkich jej aktywów łącznie z aktywami niematerialnymi, takimi jak marka, reputacja, standing kredytowy czy kapitał ludzki.
5. Zarządzanie operacjami – zarządzanie podstawową działalnością, która jest racją bytu organizacji, źródłem jej przychodów finansowych i podstawą realizacji jej misji. Takich podstawowych operacji jest z reguły kilka, np. w przedsiębiorstwie produkcyjnym są to produkcja, sprzedaż, obsługa posprzedażną i projektowanie nowych wyrobów, a w uczelni: pozyskiwanie studentów, dydaktyka i badania naukowe. Menedżer nie może prawidłowo odgrywać swojej roli bez gruntownej wiedzy na ten temat.
6. Polityka personalna – sfera dotycząca zasobów ludzkich organizacji, które znaczenie dla jej sukcesu trudno przecenić i które wymagają bezpośredniego zainteresowania i oddziaływania menedżerów. Oddziaływanie to obejmuje dobór i kierowanie grupą bezpośrednich podwładnych oraz ustalenie zasad doboru, oceny, motywowania (w tym wynagrodzenia), awansowania i zwalniania pracowników organizacji.
7. Marketing i public relations – kształtowanie stosunków organizacji z jej otoczeniem zewnętrznym. Marketing obejmuje stosunki z otoczeniem rynkowym, a public relations z otoczeniem społecznym, politycznym i medialnym. Od poziomu akceptacji przez otoczenie organizacji i jej produktów zależą przychody pieniężne organizacji, pochodzące zarówno ze sprzedaży jaj produktów (w wypadku organizacji ekonomicznych, biznesowych), jak i z darowizn, subwencji itp. (w wypadku organizacji nieprowadzących działalności ekonomicznej). Akceptacja warunkuje też mniejszą lub większą przychylność otoczenia politycznego, prawnego, społecznego i instytucjonalno-biurokratycznego. W skrajnych sytuacjach może ono unicestwić niepożądany twór. Osobiste zaangażowanie menedżerów w aktywne kształtowanie relacji z otoczeniem zewnętrznym jest więc konieczne i nieuniknione.
8. Negocjacje – dochodzenie do wspólnego stanowiska przez niezależne strony o rozbieżnych interesach i/lub opiniach w sprawach będących przedmiotem negocjacji. Metodą negocjacji rozstrzyga się wiele problemów o kluczowym dla organizacji znaczeniu. Negocjacje prowadzi się zarówno z zewnętrznymi (n. klienci, partnerzy biznesowi, banki), jak i wewnętrznymi partnerami (np. pracownicy, uczestnicy organizacji, działające na jej terenie zrzeszenia, związki itp.). od pomyślnego przebiegu negocjacji zależy wiele najważniejszych spraw, takich jak np. warunki kontraktów, rozstrzyganie sporów, zawieranie sojuszy, fuzje, przejęcia itp. Dlatego menedżerowie angażują się w nie osobiście, wykazując umiejętności argumentacji, taktyczne, wzajemnej wymiany ustępstw, korzyści, usług, gróźb itp.
9. Kontrola – efektywne pełnienie przez menedżerów funkcji zarządzania, czyli realizowanie w rzeczywistości misji, planów, zadań, i celów wymaga efektywnej kontroli. Kontrola to ustanawianie (najlepiej wymiernych) norm, jakim powinny odpowiadać działania podległych menedżerowi osób i jednostek organizacyjnych, a następnie sprawdzanie, czy rzeczywistość odpowiada tym normom. Kolejnym krokiem kontroli jest wyciągnięcie wniosków z tego sprawdzania. Wnioski muszą dotyczyć zmiany norm, zmiany działania (np. sposobu, metod, stylu, wyposażania, obsady osobowej) lub obu tych spraw jednocześnie. Kontrola powinna być dostatecznie częsta, ale nie nazbyt częsta, dostatecznie szczegółowa, ale nie nazbyt szczegółowa, tak aby pogodzić osobistą inicjatywę podwładnych z utrzymaniem jednolitej linii działania oraz realizacja misji i planów. Właśnie plany stanowią najczęściej podstawowy punkt odniesienia kontroli.

### Koontz i O’Donnell
Z kolei Harold Koontz oraz Cyril J. O’Donnell definiują funkcje kierownicze jako:
1. Planowanie – wybór celów, strategii, polityki, programów i procedur mających na celu realizację wytyczonych celów. Planowanie obejmuje również podejmowanie decyzji. Dotyczy obszarów władzy, cen, konkurencji, programów produkcyjnych, planów sukcesji osób zarządzających, audytu wewnętrznego, zarządzania dokumentacją, produktami oraz ludźmi.
2. Organizowanie – projektowanie struktury wewnętrznej całej organizacji, określanie funkcji, ról, podziału zadań, uprawnień mających na celu realizację przyjętej strategii. Struktura organizacyjna musi być dopasowana do realizowanych zadań.
3. Zatrudnienie – zapewnienie ciągłości odpowiedniej kadry koniecznej do realizacji celów strategicznych organizacji.
4. Kierowanie – kierowanie ludźmi, szkolenie, motywowanie, podejmowanie innych działań budujących zaangażowanie pracowników w osiąganiu celów określonych przez organizację.
5. Kontrola (monitoring) – mierzenie i korygowanie wskaźników osiąganych przez poszczególne jednostki organizacyjne. Porównywanie osiąganych wskaźników z założonym planem działania. Korygowanie odchyleń, wdrażanie działań naprawczych mających na celu osiąganie założeń zdefiniowanych w strategii organizacji.

### Ricky Griffin
Ricky W. Griffin analizuje główne funkcje kierownicze w ujęciu procesowym:
1. Planowanie obejmuje definiowanie celów i najlepszych sposobów ich realizacji. Podejmowanie decyzji jest częścią funkcji planowania, odnosi się do wyboru spośród dostępnych możliwości.
2. Organizowanie to logiczne grupowanie działań i zasobów.
3. Przewodzenie ma na celu sprawienie, by członkowie organizacji współpracowali ze sobą w interesie organizacji.
4. Kontrolowanie to końcowa faza procesu zarządzania. Polega na obserwowaniu postępów organizacji w realizowaniu jej celów.

Ricky W. Griffin zaznacza, że „funkcje zarządzania nie zawsze pojawiają się w takim zgrabnym szyku. Nie jest tak, że menedżerowie planują w poniedziałek, podejmują decyzje we wtorek, organizują w środę, kierują ludźmi w czwartek i kontrolują w piątek. Jest wielce prawdopodobne, że menedżer będzie uczestniczył jednocześnie w dowolnym momencie w kilku różnych typach działalności. Na dobrą sprawę konkretne przypadki pracy menedżerskiej dzieli tyle różnic, ile łączy podobieństw. Podobieństwa, które występują w większości sytuacji są fazami procesu zarządzania. Kluczowe różnice obejmują rozłożenie akcentów, kolejność i implikacje poszczególnych faz. Tak więc linie ciągłe na rysunku nr 2 oznaczają, jak w teorii wykonywane są funkcje kierownicze. Linie przerywane natomiast ukazują prawdziwe realia zarządzania.”

### Henry Mintzberg
Henry Mintzberg podkreśla, że zarządzanie to nie suma funkcji, a ich połączenie: „Jeśli ktoś chce zostać autorytetem w dziedzinie zarządzania, powinien się skupić na jednym z aspektów tej pracy i pominąć pozostałe. Henri Fayol uważał, że zarządzanie polega na kontrolowaniu, a Tom Peters – na działaniu (…) Z kolei Michael Porter istoty tej pracy upatrywał w myśleniu, a zwłaszcza w analizie. Jak napisał „The Economist”, „Do wypracowania strategii służy zbiór narzędzi analitycznych”. Inni jak np. Warren Bennis, wyrobili sobie renomę w branży, na plan pierwszy wysuwając w zarządzaniu aspekt przywództwa, a Herbert Simon swoją sławę w środowisku akademickim zawdzięcza koncepcji zarządzania, zgodnie z którą polega ono głównie na podejmowaniu decyzji (…) Każdy z tych autorów się myli, ponieważ dopiero wspólnie mają rację: Zarządzania nie sprowadza się do któregoś z wymienionych wyżej aspektów. Lecz składa się z nich wszystkich: polega ono na kontrolowaniu, działaniu, myśleniu, kierowaniu, podejmowaniu decyzji itd., ale nie stanowi ono sumy tych ról, lecz ich połączenie.”